# 42e législature de l'Ontario
La 42e législature de l'Ontario commence le 11 juillet 2018. Ses membres ont été élus lors de l'élection générale tenue le 7 juin 2018. Cette élection a donné lieu à la formation d'un gouvernement majoritaire dirigé par Doug Ford, chef du Parti progressiste-conservateur.
Ford devient officiellement premier ministre de l'Ontario avec son assermentation devant la lieutenante-gouverneure Elizabeth Dowdeswell le 29 juin 2018. La première session de la 42e assemblée législative ouvre le 11 juillet 2018 avec l'élection de Ted Anortt au poste de président de la chambre.

## Élection et nomination
Les membres du parlement provincial qui servent à l'Assemblée législative ont été élus à la suite de l'élection générale tenue le 7 juin 2018. Cette élection conduit à la formation d'une assemblée composée de 79 progressistes-conservateurs, 40 néo-démocrates, 7 libéraux et 1 vert. Celle-ci permet la formation d'un gouvernement majoritaire dirigé par le Parti progressiste-conservateur sous la direction de Doug Ford et faisant face à une opposition officielle formée par le Nouveau Parti démocratique. Ni le Parti libéral et le Parti vert n'obtiennent suffisamment de députés pour siéger en tant que parti politique reconnu à l'Assemblée législative. Le gouvernement Ford du début de la législature est composé de 21 ministres et est assermentée par la lieutenante-gouverneure le 29 juin 2018.

## Sessions
La première session a débuté le 11 juillet avec l'assermentation des 124 députés.
| Session | Début           | Fin               |
| ------- | --------------- | ----------------- |
| 1re     | 11 juillet 2018 | 12 septembre 2021 |
| 2e      | 4 octobre 2021  | 3 mai 2022        |

## Disposition de la chambre
Voici la répartition des députés dans la chambre de l'Assemblée législative
|          | ******** | Hassan    | * | Monteith-Farrell | Harden     | * | Rakocevic  | Morrison          | * | Glover   | Bell      | * | Bourgouin | Arthur     | * | Berns-McGown | Burch     | * |              | Sabawy   | * |          | *         | Blais    | Collard      | *          |           | * |
|          |          | Kernaghan | * | West             | Stevens    | * | Gates      | Gretzky           | * | French   | P. Miller | * | G. Singh  | Andrew     | * | Hatfield     | Karpoche  | * | Sandhu       | Ke       | * | Babikian | *         | Hunter   | Simard       | *          | Hillier   |   |
|          |          |           | * | Stiles           | Armstrong  | * | Mantha     | Taylor            | * | Yarde    | Begum     | * | Mamakwa   | Shaw       | * | Lindo        | Sattler   | * | Kanapathi    | Ghamari  | * | Anand    | *         | Gravelle | Coteau       | *          | Wilson    |   |
|          |          |           | * |                  |            | * | Gélinas    | Fife              | * | S. Singh | Vanthof   | * | Bisson    | HORWATH    | * | Natyshak     | Tabuns    | * | Bouma        | D. Smith | * | Roberts  | *         | FRASER   | Wynne        | *          | SCHREINER |   |
| Arnott   |          |           |   |                  |            |   |            |                   |   |          |           |   |           |            |   |              |           |   |              |          |   |          |           |          |              |            |           |   |
| ******** |          |           |   | *                |            | * | Yurek      | Lecce             | * | Mulroney | Calandra  | * | Fedeli    | FORD       | * | Elliott      | Phillips  | * | Bethlenfalvy | Clark    | * | T. Smith | Hardeman  | *        | Yakabuski    | MacLeod    | *         |   |
|          |          |           | * | Khanjin          | Coe        | * | McNaughton | Surma             | * | Rickford | R. Cho    | * | Scott     | Sarkaria   | * | Jones        | Fullerton | * | Downey       | Thompson | * | Walker   | Romano    | *        | Dunlop       | Tibollo    | *         |   |
|          | *        |           | * | Bailey           | Pettapiece | * | McDonell   | Martow            | * | Harris   | S. Cho    | * | Gill      | McKenna    | * | Martin       | Parsa     | * | Skelly       | Nicholls | * | Piccini  | N. Miller | *        | Barrett      | Oosterhoff | *         |   |
|          |          |           | * | Rasheed          | Kramp      | * | Crawford   | Triantafilopoulos | * | Pang     | Cuzzetto  | * | Park      | Karahalios | * | Wai          | Tangri    | * | Kusendova    | Hogarth  | * | Baber    | Fee       | *        | Thanigasalam | Mitas      |           |   |

## Chronologie

### 2018
- 11 juillet: La 42e législature débute. Ted Arnott, député de Wellington—Halton Hills, est élu président de l'Assemblée législative[7].
- 12 juillet: La lieutenante-gouverneure Elizabeth Dowdeswell adresse le discours du Trône[8].
- 2 novembre: Le député progressiste-conservateur Jim Wilson (Simcoe—Grey) démissionne du caucus du PC en raison d'allégations d'inconduites sexuelles[9].
- 29 novembre: La députée progressiste-conservatrice Amanda Simard (Glengarry-Prescott-Russell) quitte le PC en raison d'un désaccord face aux coupures dans les services offert en langue française[10].

### 2019
- 20 février: Le progressiste-conservateur Randy Hillier (Lanark—Frontenac—Kingston) est suspendu du caucus par Doug Ford en raison de son manque de respect pour les parents d'enfants autistes préoccupés par les coupes dans le financement[11].
- 31 juillet: La libérale Nathalie Des Rosiers (Ottawa—Vanier) démissionne pour accepter un poste de directrice du Collège Massey de l'Université de Toronto[12].
- 20 septembre: La libérale Marie-France Lalonde (Orléans) démissionne après sa nomination en tant que candidate du Parti libéral du Canada dans la circonscription fédérale d'Orléans lors des élections fédérale de 2019[13]
- 16 janvier: La députée indépendante Amanda Simard (Glengarry–Prescott–Russell) se joint au caucus des Libéraux[14].

### 2020
- 16 janvier: La députée indépendante Amanda Simard (Glengarry–Prescott–Russell) rejoint le parti libéral[14].
- 21 juillet: La progressiste-conservatrice Belinda Karahalios (Cambridge) est renvoyée du caucus du PC en raison de son vote contre la loi présenté par le gouvernement étendant les pouvoirs d'urgence au-delà de deux ans[15].

### Changements dans la députation
| Circonscription            | Date              | Député               | Raison                                                                                | Ancienne affiliation | Ancienne affiliation      | Nouvelle affiliation | Nouvelle affiliation |
| -------------------------- | ----------------- | -------------------- | ------------------------------------------------------------------------------------- | -------------------- | ------------------------- | -------------------- | -------------------- |
| Simcoe—Grey                | 2 novembre 2018   | Jim Wilson           | Démissionne du cabinet et du caucus en raison d'allégations d'inconduite sexuelle.    |                      | Progressiste-conservateur |                      | Indépendant          |
| Glengarry—Prescott—Russell | 29 novembre 2018  | Amanda Simard        | Démissionne du caucus pour protester contre les coupes dans les services en français. |                      | Progressiste-conservateur |                      | Indépendant          |
| Lanark—Frontenac—Kingston  | 20 février 2019   | Randy Hillier        | Suspendu du caucus en raison de ses propos sur l'autisme.                             |                      | Progressiste-conservateur |                      | Indépendant          |
| Ottawa—Vanier              | 31 juillet 2019   | Nathalie Des Rosiers | Démissionne pour accepter un poste au Collège Massey de l'Université de Toronto.      |                      | Libéral                   |                      | Vacant               |
| Orléans                    | 20 septembre 2019 | Marie-France Lalonde | Démissionne pour se présenter sur la scène fédérale.                                  |                      | Libéral                   |                      | Vacant               |
| Glengarry—Prescott—Russell | 16 janvier 2020   | Amanda Simard        | Se joint au parti libéral                                                             |                      | Indépendant               |                      | Libéral              |
| Ottawa—Vanier              | 27 février 2020   | Lucille Collard      | Remporte l'élection partielle                                                         |                      | Vacant                    |                      | Libéral              |
| Orléans                    | 27 février 2020   | Stephen Blais        | Gagne l'élection partielle.                                                           |                      | Vacant                    |                      | Libéral              |
| Cambridge                  | 21 juillet 2020   | Belinda Karahalios   | Renvoyée du caucus en raison de son vote contre le projet de loi 195.                 |                      | Progressiste-conservateur |                      | Indépendant          |

## Liste des députés
Les noms des ministres sont en gras.
|  | Nom                     | Parti                     | Circonscription                                  | 1re élection       | Départ            | Notes |
|  | ----------------------- | ------------------------- | ------------------------------------------------ | ------------------ | ----------------- | --- |
|  | Rod Phillips            | Progressiste-conservateur | Ajax                                             | 7 juin 2018        | En poste          | |
|  | Michael Mantha          | Néo-démocrate             | Algoma—Manitoulin                                | 6 octobre 2011     | En poste          | |
|  | Michael Parsa           | Progressiste-conservateur | Aurora—Oak Ridges—Richmond Hill                  | 7 juin 2018        | En poste          | |
|  | Andrea Khanjin          | Progressiste-conservateur | Barrie—Innisfil                                  | 7 juin 2018        | En poste          | |
|  | Doug Downey             | Progressiste-conservateur | Barrie—Springwater—Oro-Medonte                   | 7 juin 2018        | En poste          | |
|  | Todd Smith              | Progressiste-conservateur | Baie de Quinte                                   | 3 octobre 2011     | En poste          | |
|  | Rima Berns-McGown       | Néo-démocrate             | Beaches—East York                                | 7 juin 2018        | En poste          | |
|  | Sara Singh              | Néo-démocrate             | Brampton-Centre                                  | 7 juin 2018        | En poste          | |
|  | Gurratan Singh          | Néo-démocrate             | Brampton-Est                                     | 7 juin 2018        | En poste          | |
|  | Kevin Yarde             | Néo-démocrate             | Brampton-Nord                                    | 7 juin 2018        | En poste          | |
|  | Prabmeet Sarkaria       | Progressiste-conservateur | Brampton-Sud                                     | 7 juin 2018        | En poste          | |
|  | Amarjot Sandhu          | Progressiste-conservateur | Brampton-Ouest                                   | 7 juin 2018        | En poste          | |
|  | Will Bouma              | Progressiste-conservateur | Brantford—Brant                                  | 7 juin 2018        | En poste          | |
|  | Bill Walker             | Progressiste-conservateur | Bruce—Grey—Owen Sound                            | 6 octobre 2011     | En poste          | |
|  | Jane McKenna            | Progressiste-conservateur | Burlington                                       | 3 octobre 2011     | En poste          | Défaite dans la même circonscription en 2014. Retrouve son siège en 2018.                                                               |
|  | Belinda Karahalios      | Indépendante              | Cambridge                                        | 7 juin 2018        | En poste          | Progressiste-conservateur jusqu'au 21 juillet 2020.                                                                                     |
|  | Goldie Ghamari          | Progressiste-conservateur | Carleton                                         | 7 juin 2018        | En poste          | |
|  | Rick Nicholls           | Progressiste-conservateur | Chatham-Kent—Leamington                          | 6 octobre 2011     | En poste          | |
|  | Marit Stiles            | Néo-démocrate             | Davenport                                        | 7 juin 2018        | En poste          | |
|  | Michael Coteau          | Libéral                   | Don Valley-Est                                   | 6 octobre 2011     | En poste          | |
|  | Vincent Ke              | Progressiste-conservateur | Don Valley-Nord                                  | 7 juin 2018        | En poste          | |
|  | Kathleen Wynne          | Libéral                   | Don Valley-Ouest                                 | 2 octobre 2003     | En poste          | Actuellement plus ancienne députée. Ancienne première ministre de l'Ontario.                                                            |
|  | Sylvia Jones            | Progressiste-conservateur | Dufferin—Caledon                                 | 10 octobre 2007    | En poste          | |
|  | Lindsey Park            | Progressiste-conservateur | Durham                                           | 7 juin 2018        | En poste          | |
|  | Robin Martin            | Progressiste-conservateur | Eglinton—Lawrence                                | 7 juin 2018        | En poste          | |
|  | Jeff Yurek              | Progressiste-conservateur | Elgin—Middlesex—London                           | 6 octobre 2011     | En poste          | |
|  | Taras Natyshak          | Néo-démocrate             | Essex                                            | 6 octobre 2011     | En poste          | |
|  | Kinga Surma             | Progressiste-conservateur | Etobicoke-Centre                                 | 7 juin 2018        | En poste          | |
|  | Christine Hogarth       | Progressiste-conservateur | Etobicoke—Lakeshore                              | 7 juin 2018        | En poste          | |
|  | Doug Ford               | Progressiste-conservateur | Etobicoke-Nord                                   | 7 juin 2018        | En poste          | |
|  | Donna Skelly            | Progressiste-conservateur | Flamborough—Glanbrook                            | 7 juin 2018        | En poste          | |
|  | Amanda Simard           | Libéral                   | Glengarry-Prescott-Russell                       | 7 juin 2018        | En poste          | Progressiste-conservateur jusqu'au 29 novembre 2018. Indépendante jusqu'au 16 janvier 2020.                                             |
|  | Mike Schreiner          | Vert                      | Guelph                                           | 7 juin 2018        | En poste          | Premier député vert. |
|  | Toby Barrett            | Progressiste-conservateur | Haldimand—Norfolk                                | 8 juin 1995        | En poste          | |
|  | Laurie Scott            | Progressiste-conservateur | Haliburton—Kawartha Lakes—Brock                  | 2 octobre 2003     | En poste          | Démissionne le 8 janvier 2009 pour permettre au chef du PC John Tory de faire son entrée au parlement. Elle regagne son siège en 2011.  |
|  | Andrea Horwath          | Néo-démocrate             | Hamilton-Centre                                  | 13 avril 2004      | En poste          | |
|  | Paul Miller             | Néo-démocrate             | Hamilton-Est—Stoney Creek                        | 10 octobre 2007    | En poste          | |
|  | Monique Taylor          | Néo-démocrate             | Hamilton Mountain                                | 6 octobre 2011     | En poste          | |
|  | Sandy Shaw              | Néo-démocrate             | Hamilton-Ouest—Ancaster—Dundas                   | 7 juin 2018        | En poste          | |
|  | Daryl Kramp             | Progressiste-conservateur | Hastings—Lennox and Addington                    | 7 juin 2018        | En poste          | |
|  | Tom Rakocevic           | Néo-démocrate             | Humber River—Black Creek                         | 7 juin 2018        | En poste          | |
|  | Lisa Thompson           | Progressiste-conservateur | Huron—Bruce                                      | 6 octobre 2011     | En poste          | |
|  | Merrilee Fullerton      | Progressiste-conservateur | Kanata—Carleton                                  | 7 juin 2018        | En poste          | |
|  | Greg Rickford           | Progressiste-conservateur | Kenora—Rainy River                               | 7 juin 2018        | En poste          | |
|  | Sol Mamakwa             | Néo-démocrate             | Kiiwetinoong                                     | 7 juin 2018        | En poste          | |
|  | Stephen Lecce           | Progressiste-conservateur | King—Vaughan                                     | 7 juin 2018        | En poste          | |
|  | Ian Arthur              | Néo-démocrate             | Kingston et les Îles                             | 7 juin 2018        | En poste          | |
|  | Laura Mae Lindo         | Néo-démocrate             | Kitchener-Centre                                 | 7 juin 2018        | En poste          | |
|  | Mike Harris Jr.         | Progressiste-conservateur | Kitchener—Conestoga                              | 7 juin 2018        | En poste          | |
|  | Amy Fee                 | Progressiste-conservateur | Kitchener-Sud—Hespeler                           | 7 juin 2018        | En poste          | |
|  | Monte McNaughton        | Progressiste-conservateur | Lambton—Kent—Middlesex                           | 6 octobre 2011     | En poste          | |
|  | Randy Hillier           | Indépendant               | Lanark—Frontenac—Kingston                        | 10 octobre 2007    | En poste          | Progressiste-conservateur jusqu'au 20 février 2019.                                                                                     |
|  | Steve Clark             | Progressiste-conservateur | Leeds—Grenville—Thousand Islands et Rideau Lakes | 4 mars 2010        | En poste          | |
|  | Teresa Armstrong        | Néo-démocrate             | London—Fanshawe                                  | 6 octobre 2011     | En poste          | |
|  | Terence Kernaghan       | Néo-démocrate             | London-Centre-Nord                               | 7 juin 2018        | En poste          | |
|  | Peggy Sattler           | Néo-démocrate             | London-Ouest                                     | 1er août 2013      | En poste          | |
|  | Paul Calandra           | Progressiste-conservateur | Markham—Stouffville                              | 7 juin 2018        | En poste          | |
|  | Logan Kanapathi         | Progressiste-conservateur | Markham—Thornhill                                | 7 juin 2018        | En poste          | |
|  | Billy Pang              | Progressiste-conservateur | Markham—Unionville                               | 7 juin 2018        | En poste          | |
|  | Parm Gill               | Progressiste-conservateur | Milton                                           | 7 juin 2018        | En poste          | |
|  | Natalia Kusendova       | Progressiste-conservateur | Mississauga-Centre                               | 7 juin 2018        | En poste          | |
|  | Kaleed Rasheed          | Progressiste-conservateur | Mississauga-Est—Cooksville                       | 7 juin 2018        | En poste          | |
|  | Sheref Sabawy           | Progressiste-conservateur | Mississauga—Erin Mills                           | 7 juin 2018        | En poste          | |
|  | Rudy Cuzzetto           | Progressiste-conservateur | Mississauga—Lakeshore                            | 7 juin 2018        | En poste          | |
|  | Deepak Anand            | Progressiste-conservateur | Mississauga—Malton                               | 7 juin 2018        | En poste          | |
|  | Nina Tangri             | Progressiste-conservateur | Mississauga—Streetsville                         | 7 juin 2018        | En poste          | |
|  | Guy Bourgouin           | Néo-démocrate             | Mushkegowuk—Baie James                           | 7 juin 2018        | En poste          | |
|  | Lisa MacLeod            | Progressiste-conservateur | Nepean                                           | 30 mars 2006       | En poste          | |
|  | Christine Elliott       | Progressiste-conservateur | Newmarket—Aurora                                 | 30 mars 2006       | En poste          | Ancien député de Whitby—Ajax et Whitby—Oshawa. Démissionne le 28 août 2015. Retrouve un siège lors de l'élection de 2018.               |
|  | Jeff Burch              | Néo-démocrate             | Niagara-Centre                                   | 7 juin 2018        | En poste          | |
|  | Wayne Gates             | Néo-démocrate             | Niagara Falls                                    | 13 avril 2014      | En poste          | |
|  | Sam Oosterhoff          | Progressiste-conservateur | Niagara-Ouest                                    | 17 novembre 2016   | En poste          | |
|  | France Gélinas          | Néo-démocrate             | Nickel Belt                                      | 10 octobre 2007    | En poste          | |
|  | Vic Fedeli              | Progressiste-conservateur | Nipissing                                        | 6 octobre 2011     | En poste          | |
|  | David Piccini           | Progressiste-conservateur | Northumberland—Peterborough-Sud                  | 7 juin 2018        | En poste          | |
|  | Stephen Crawford        | Progressiste-conservateur | Oakville                                         | 7 juin 2018        | En poste          | |
|  | Effie Triantafilopoulos | Progressiste-conservateur | Oakville-Nord—Burlington                         | 7 juin 2018        | En poste          | |
|  | Marie-France Lalonde    | Libéral                   | Orléans                                          | 12 juin 2014       | 20 septembre 2019 | |
|  | Stephen Blais           | Libéral                   | Orléans                                          | 27 février 2020    | En poste          | |
|  | Jennifer French         | Néo-démocrate             | Oshawa                                           | 12 juin 2014       | En poste          | |
|  | Joel Harden             | Néo-démocrate             | Ottawa-Centre                                    | 7 juin 2018        | En poste          | |
|  | John Fraser             | Libéral                   | Ottawa-Sud                                       | 1er août 2013      | En poste          | |
|  | Nathalie Des Rosiers    | Libéral                   | Ottawa—Vanier                                    | 17 novembre 2016   | 31 juillet 2019   | |
|  | Lucille Collard         | Libéral                   | Ottawa—Vanier                                    | 27 février 2020    | En poste          | |
|  | Jeremy Roberts          | Progressiste-conservateur | Ottawa-Ouest—Nepean                              | 7 juin 2018        | En poste          | |
|  | Ernie Hardeman (en)     | Progressiste-conservateur | Oxford                                           | 8 juin 1995        | En poste          | |
|  | Bhutila Karpoche        | Néo-démocrate             | Parkdale—High Park                               | 7 juin 2018        | En poste          | |
|  | Norm Miller             | Progressiste-conservateur | Parry Sound—Muskoka                              | 22 mars 2001       | En poste          | |
|  | Randy Pettapiece        | Progressiste-conservateur | Perth—Wellington                                 | 6 octobre 2011     | En poste          | |
|  | Dave Smith              | Progressiste-conservateur | Peterborough—Kawartha                            | 7 juin 2018        | En poste          | |
|  | Peter Bethlenfalvy      | Progressiste-conservateur | Pickering—Uxbridge                               | 7 juin 2018        | En poste          | |
|  | John Yakabuski          | Progressiste-conservateur | Renfrew—Nipissing—Pembroke                       | 2 octobre 2003     | En poste          | |
|  | Daisy Wai (en)          | Progressiste-conservateur | Richmond Hill                                    | 7 juin 2018        | En poste          | |
|  | Jennie Stevens          | Néo-démocrate             | St. Catharines                                   | 7 juin 2018        | En poste          | |
|  | Bob Bailey              | Progressiste-conservateur | Sarnia—Lambton                                   | 10 octobre 2007    | En poste          | |
|  | Ross Romano             | Progressiste-conservateur | Sault Ste. Marie                                 | 1er juin 2017      | En poste          | |
|  | Aris Babikian           | Progressiste-conservateur | Scarborough—Agincourt                            | 7 juin 2018        | En poste          | |
|  | Christina Mitas         | Progressiste-conservateur | Scarborough-Centre                               | 7 juin 2018        | En poste          | |
|  | Mitzie Hunter           | Libéral                   | Scarborough—Guildwood                            | 1er août 2013      | En poste          | |
|  | Raymond Cho             | Progressiste-conservateur | Scarborough-Nord                                 | 1er septembre 2016 | En poste          | |
|  | Vijay Thanigasalam      | Progressiste-conservateur | Scarborough—Rouge Park                           | 7 juin 2018        | En poste          | |
|  | Doly Begum              | Néo-démocrate             | Scarborough-Sud-Ouest                            | 7 juin 2018        | En poste          | |
|  | Jim Wilson              | Indépendant               | Simcoe—Grey                                      | 6 septembre 1990   | En poste          | Actuellement, le doyen de l'Assemblée législative, avec Ted Arnott et Gilles Bisson. Progressiste-conservateur jusqu'au 2 novembre 2018 |
|  | Jill Dunlop             | Progressiste-conservateur | Simcoe-Nord                                      | 7 juin 2018        | En poste          | |
|  | Chris Glover            | Néo-démocrate             | Spadina—Fort York                                | 7 juin 2018        | En poste          | |
|  | Jim McDonell            | Progressiste-conservateur | Stormont—Dundas—South Glengarry                  | 6 octobre 2011     | En poste          | |
|  | Jamie West              | Néo-démocrate             | Sudbury                                          | 7 juin 2018        | En poste          | |
|  | Gila Martow             | Progressiste-conservateur | Thornhill                                        | 13 février 2014    | En poste          | |
|  | Judith Monteith-Farrell | Néo-démocrate             | Thunder Bay—Atikokan                             | 7 juin 2018        | En poste          | |
|  | Michael Gravelle        | Libéral                   | Thunder Bay—Supérieur-Nord                       | 8 juin 1995        | En poste          | Actuelle député libéral à la plus grande longévité.                                                                                     |
|  | John Vanthof            | Néo-démocrate             | Timiskaming—Cochrane                             | 6 octobre 2011     | En poste          | |
|  | Gilles Bisson           | Néo-démocrate             | Timmins                                          | 6 septembre 1990   | En poste          | Actuel député avec la plus longe longévité, avec Ted Arnott et Jim Wilson, et le député néo-démocrate ayant siégé le plus longtemps.    |
|  | Suze Morrison           | Néo-démocrate             | Toronto-Centre                                   | 7 juin 2018        | En poste          | |
|  | Peter Tabuns            | Néo-démocrate             | Toronto—Danforth                                 | 30 mars 2006       | En poste          | |
|  | Jill Andrew             | Néo-démocrate             | Toronto—St. Paul's                               | 7 juin 2018        | En poste          | |
|  | Jessica Bell            | Néo-démocrate             | University—Rosedale                              | 7 juin 2018        | En poste          | |
|  | Michael Tibollo         | Progressiste-conservateur | Vaughan—Woodbridge                               | 7 juin 2018        | En poste          | |
|  | Catherine Fife          | Néo-démocrate             | Waterloo                                         | 6 septembre 2012   | En poste          | |
|  | Ted Arnott              | Progressiste-conservateur | Wellington—Halton Hills                          | 6 septembre 1990   | En poste          | Actuellement le député à la plus longue longévité, avec Gilles Bisson et Jim Wilson, et le député PC ayant siégé le plus longtemps.     |
|  | Lorne Coe               | Progressiste-conservateur | Whitby                                           | 11 février 2016    | En poste          | |
|  | Stan Cho                | Progressiste-conservateur | Willowdale                                       | 7 juin 2018        | En poste          | |
|  | Percy Hatfield          | Néo-démocrate             | Windsor—Tecumseh                                 | 1er août 2013      | En poste          | |
|  | Lisa Gretzky            | Néo-démocrate             | Windsor-Ouest                                    | 12 juin 2014       | En poste          | |
|  | Roman Baber             | Progressiste-conservateur | York-Centre                                      | 7 juin 2018        | En poste          | |
|  | Caroline Mulroney       | Progressiste-conservateur | York—Simcoe                                      | 7 juin 2018        | En poste          | |
|  | Faisal Hassan           | Néo-démocrate             | York-Sud—Weston                                  | 7 juin 2018        | En poste          | |

## Évolution du nombre de sièges
| Nombre de députés des partis par date | Nombre de députés des partis par date | 2018   | 2018   | 2018    | 2019    | 2019     | 2019     | 2020     | 2020    | 2020     |
| Nombre de députés des partis par date | Nombre de députés des partis par date | 7 juin | 2 nov. | 29 nov. | 20 fév. | 31 juil. | 20 sept. | 16 janv. | 27 fév. | 21 juil. |
| ------------------------------------- | ------------------------------------- | ------ | ------ | ------- | ------- | -------- | -------- | -------- | ------- | -------- |
|                                       | Progressiste-conservateur             | 76     | 75     | 74      | 73      | 73       | 73       | 73       | 73      | 72       |
|                                       | Néo-démocrate                         | 40     | 40     | 40      | 40      | 40       | 40       | 40       | 40      | 40       |
|                                       | Libéral                               | 7      | 7      | 7       | 7       | 6        | 5        | 6        | 8       | 8        |
|                                       | Vert                                  | 1      | 1      | 1       | 1       | 1        | 1        | 1        | 1       | 1        |
|                                       | Indépendant                           | -      | 1      | 2       | 3       | 3        | 3        | 1        | 1       | 3        |
|                                       | Sièges occupés                        | 124    | 124    | 124     | 124     | 123      | 122      | 122      | 124     | 124      |
|                                       | Sièges vacants                        | -      | -      | -       | -       | 1        | 2        | 2        | -       | -        |